# Meulebeke
Meulebeke és un municipi belga de la província de Flandes Occidental a la regió de Flandes.

## Seccions
| #   | Nom         |
| --- | ----------- |
| I   | Meulebeke   |
| II  | 't Veld     |
| III | Marialoop   |
| IV  | De Paanders |

## Localització

Mapa de Meulebeke

| - a. Oostrozebeke - b. Ingelmunster - c. Emelgem (Izegem) - d. Ardooie - e. Pittem - f. Tielt |

## Personatges il·lustres
- Daniel van Ryckeghem, ciclista
- Karel van Mander, pintor i poeta del segle xvi.